# John Horsburgh
John Horsburgh (ur. 1791, zm. 24 września 1869 w Edynburgu) – szkocki rytownik.
Urodził się w Prestonpans, niedaleko Edynburga, został osierocony w bardzo młodym wieku. Szkicowania uczył się w Trustees' Academy. W wieku 14 lat terminował u Roberta Scotta, a później pracował z nim przez kilka kolejnych lat. W wieku sześćdziesięciu lat Horsburgh odszedł na emeryturę i bezinteresownie podjął się posady pastora w szkockim kościele baptystów.
Wykonał serię ilustracji do dzieł Waltera Scotta oraz ryciny według prac W. B. Cooke'a i W. Turnera. Ponadto sporządził też pojedyncze ryciny takie jak portret księcia Karola, według obrazu Williama Simsona, czy portrety W. Scotta według malowideł Thomasa Lawrence'a i J. Watsona Gordona. Jego kazania duszpasterskie zostały opublikowane wraz z fragmentami pamiętnika natychmiast po jego śmierci.